# Badas (Sumobito)
Badas is een bestuurslaag in het regentschap Jombang van de provincie Oost-Java, Indonesië. Badas telt 4400 inwoners (volkstelling 2010).